# Mistrz Tryptyku Dominikańskiego

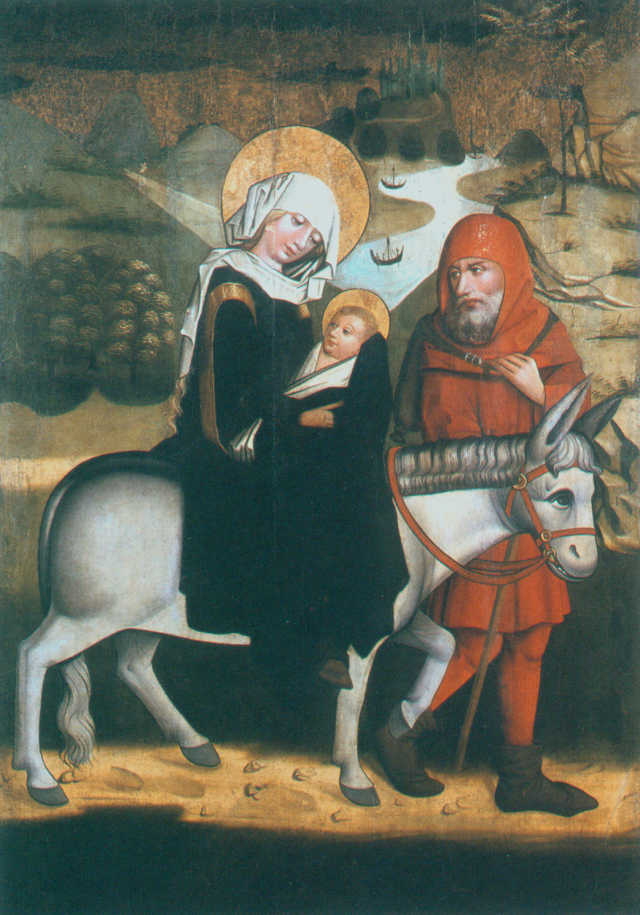
Mistrz Tryptyku Dominikańskiego, Ucieczka do Egiptu – fragment Tryptyku Dominikańskiego, lata 60. XV wieku, Kraków, Muzeum Narodowe – Pałac biskupa Erazma Ciołka

Mistrz Tryptyku Dominikańskiego, znany również jako Mistrz Poliptyku Dominikańskiego, Mistrz Ołtarza Dominikańskiego – anonimowy malarz działający w drugiej połowy XV stulecia w Krakowie. Obok Mistrza Tryptyku ze Świętą Trójcą, Mikołaja Haberschracka i Jana Wielkiego należy do głównych przedstawicieli malarstwa późnogotyckiego drugiej połowy XV wieku w Krakowie. 
Ten anonimowy malarz wraz z prawdopodobnie towarzyszącym mu warsztatem rozwinął w stolicy Królestwa Polskiego nową konwencję stylową, która zdystansowała tradycję idealizującego stylu miękkiego na rzecz stylu realistycznego – tzw. stylu łamanego (od geometrycznych, „łamanych” draperii szat), w obrębie którego, prócz elementów stylizujących, istnieją elementy nadające malowidłom realistyczny charakter. W Krakowie ten nurt stylowy pojawił się przed połową XV stulecia, jednak Mistrz Tryptyku Dominikańskiego preferował realizm w sposób świadomy i programowy. 
Indywidualny styl Mistrza Tryptyku Dominikańskiego ukształtował się zapewne dzięki scaleniu kilku inspiracji: miejscowej tradycji malarskiej z wpływami malarstwa staroniderlandzkiego (m.in. Rogier van der Weyden, Dirk Bouts), za pośrednictwem Austrii (Mistrz Ołtarza Albrechta, Mistrz Wiedeńskiej Adoracji, Konrad Laib, Mistrz z Zamku Liechtenstein oraz Mistrz Ofiarowania w Świątyni) i Śląsk ze szczególnym uwzględnieniem Wrocławia (krąg Mistrza Ołtarza Świętej Barbary identyfikowanego z Wilhelmem Kalteysenem). Wpływy te Mistrz Tryptyku Dominikańskiego przyjmował lecz w zakresie ogólnych konwencji stylowych lub niektórych detali. Inspiracje przetwarzał na swój sposób, budując indywidualnie m.in. trójwymiarowość, sposoby ujęcia postaci czy kompozycje scen, odchodząc od powszechnych wówczas wzorów graficznych, które często rzutowały na kompozycje malowideł w malarstwie całej Europy.  
Chef d'œuvre Mistrza Tryptyku Dominikańskiego to datowany na połowę lat 60. XV wieku dawny ołtarz główny dominikańskiego kościoła Świętej Trójcy na Starym Mieście w Krakowie. Do dziś zachował się on częściowo w dwóch miejscach Krakowa. Pięć dwustronnie malowanych kwater eksponowanych jest od 2022 roku w Muzeum Dominikanów przy ul. Stolarskiej, z kolei sześć pozostałych w Muzeum Narodowym – w pałacu biskupa Erazma Ciołka przy ul. Kanoniczej. Mimo ubytków, na podstawie zachowanych malowideł da się odtworzyć pierwotny program ikonograficzny, który tworzą dwa cykle: maryjny i pasyjny. Drugim dziełem przypisywanym Mistrzowi są skrzydła tryptyku z kościoła w Kasinie Wielkiej (obecnie w zbiorach Muzeum Diecezjalnego w Tarnowie). Innym ważnym dziełem przypisywanym twórcy i jego warsztatowi są zachowane do dziś kwatery dawnego ołtarza głównego katedry wawelskiej, z całopostaciowymi wizerunkami głównych patronów Polski, świętych Wojciecha i Stanisława. Obecnie znajdują się one w katedrze, ale zawieszone są oddzielnie na dwóch wschodnich filarach skrzyżowania naw.